# Беспокойный (эсминец, 1913)
«Беспокойный» — эскадренный миноносец типа «Дерзкий», построенный по «малой судостроительной программе» и принадлежавший к числу эскадренных миноносцев типа «Новик».

## История службы

### Служба в Российском Императорском флоте.
Зачислен в списке судов Черноморского флота 11 октября 1911 года. Заложен на стапеле завода «Наваль» 20 сентября 1912 года, спущен на воду 19 октября 1913 года. В начале июня 1914 года, после завершения швартовочных испытаний, перешёл из Николаева в Севастополь для окончательной достройки и приёмных испытаний. 11 октября 1914 года «Беспокойный» был принят в состав 1-го дивизиона Минной бригады Черноморского флота.
Первый выход эсминца в боевой поход, совместно с другими кораблями 1-го дивизиона, состоялся 22-25 октября 1914 года. В ходе боевого похода дивизион выполнил минную постановку в районе Босфора и обстрелял из корабельных орудий Зунгулдак. До завершения 1914 года эсминец «Беспокойный» совершил ещё 7 походов к берегам Турции для обстрела побережья Угольного района, уничтожения турецких каботажных судов и выполнения минных постановок. 1915 год «Беспокойный» встретил в море.
В 1915 году корабль совершил 11 боевых походов для обстрела побережья Турции и уничтожения турецких судов. В результате действий «Беспокойного» было уничтожено 90 парусных и паровых судов. Корабль имел столкновения с турецкими лёгкими крейсерами «Бреслау» и «Гамадие» («Гебеном»). Во второй половине 1915 года, по мере вступления в строй эскадренных миноносцев типа «Счастливый», интенсивность использования «Беспокойного» и других эсминцев типа «Дерзкий» несколько снизилась.
В кампанию 1916 года «Беспокойный» совершил 14 боевых походов для обстрела турецкого побережья, минных постановок, обеспечения походов линейных кораблей и перевозок войск. При этом было потоплено 70 турецких парусных судов.
27 августа 1916 года, возвращаясь совместно с эсминцем «Гневный» с минной постановки, «Беспокойный» подорвался на двух минах в районе порта Констанца. Подрыв первой мины произошёл под средним котельным отделением, подрыв второй мины — под отделением левой турбины, оба отделения, а также прилегающие к ним помещения, были затоплены, но корабль сохранил плавучесть и был отбуксирован тральщиком № 241 в Констанцу, где была произведена временная заделка пробоин, откачка воды, частичная разгрузка и демонтаж вооружения. В течение 3-6 сентября «Беспокойный» был отбуксирован спасательным судном «Черномор» в Николаев на завод «Наваль» и 8 сентября был поставлен в док. Ремонт эсминца продолжался вплоть до июня 1917 года. После его завершения на боевые операции корабль не выходил.

### Служба во время Гражданской войны
16 декабря 1917 года «Беспокойный» вошёл в состав Красного Черноморского флота. После предъявления 25 апреля 1918 года советскому правительству германским командованием ультиматума о сдаче Черноморского флота, 29 апреля «Беспокойный» вместе с частью кораблей ушёл из Севастополя в Новороссийск. После возвращения 19 июня 1918 года в Севастополь эсминец был захвачен германскими войсками. После ухода германских войск из Севастополя в декабре 1918 года, корабль перешёл под контроль французского командования, получил бортовой номер «R.1» и был уведён французами из Чёрного моря. В период нахождения под французским командованием эсминец потерпел навигационную аварию, в результате которой был погнут левый гребной вал. В августе 1919 года «Беспокойный» в хорошем состоянии и с вооружением был возвращён Черноморскому флоту Вооружённых сил Юга России (ВСЮР).
В феврале-марте 1920 года участвовал в боях у Новороссийска и Туапсе. В конце марта «Беспокойный» принял участие в эвакуации войск ВСЮР из Новороссийска в Севастополь. В апреле участвовал в боях в северо-западном районе Чёрного моря. В августе-октябре 1920 года действовал в районе Керченского пролива и на Азовском море, поддерживая войска ВСЮР. 15 сентября корабль подорвался на советском минном заграждении. Больших повреждений корабль не получил и хода не потерял, благодаря чему продолжил действовать в Азовском море.
14 ноября 1920 года «Беспокойный» совместно с Русской эскадрой покинул Крым. После высадки эвакуированных в Константинополе, в конце декабря 1920 года корабль перешёл в Бизерту (Тунис). 29 октября 1924 года, после признания Францией СССР корабль был признан советской собственностью, на «Беспокойном» был спущен Андреевский флаг, экипаж покинул корабль. В конце 1920-х годов был продан Рудметаллторгом на слом; простоял в Бизерте до 1933 года, когда на месте был разобран на металл частной французской фирмой.

## Командиры
Все даты приведены по новому стилю
- капитан 2 ранга, капитан 1 ранга Александр Викторович Зарудный (17 октября 1913 года — 1 марта 1915 года);
- капитан 2 ранга, капитан 1 ранга Сергей Александрович Берх (1 марта — 10 декабря 1915 года);
- капитан 2 ранга, с 1917 капитан 1 ранга Александр Иванович Тихменев (4 января 1915 года— 5 марта 1917);
- старший лейтенант Яков Владимирович Шрамченко (1917 год);
- старший лейтенант Максим Андреевич Лазарев (1917—1918 годы);
- капитан 2 ранга Григорков, Владимир Александрович ( августа 1919 - ?)[5]
- капитан 2 ранга В. П. Романовский (1920 год)[4].
- лейтенант А. А. Геринг (август 1922 — сентябрь 1924)